# Woordvlechten

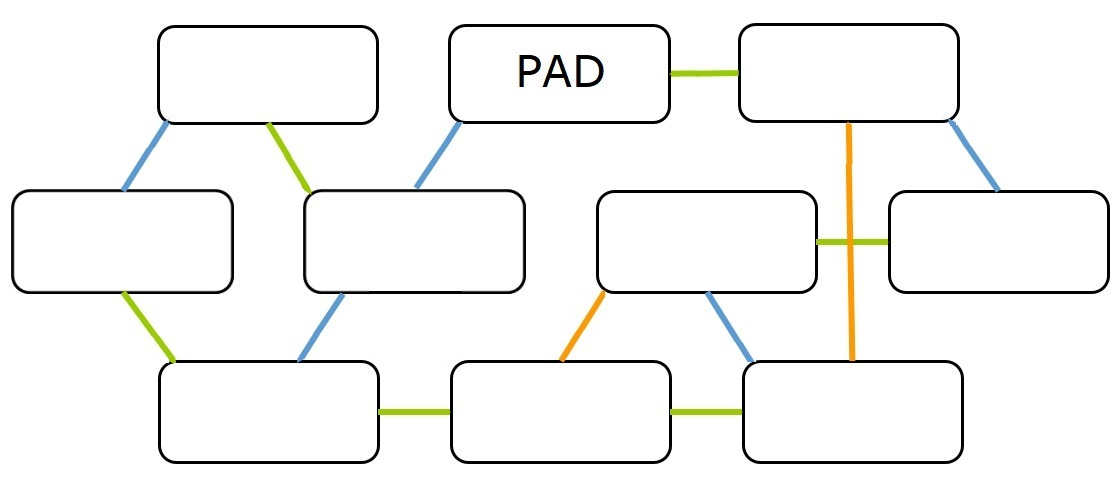
Voorbeeld van een Woordvlechtpuzzel

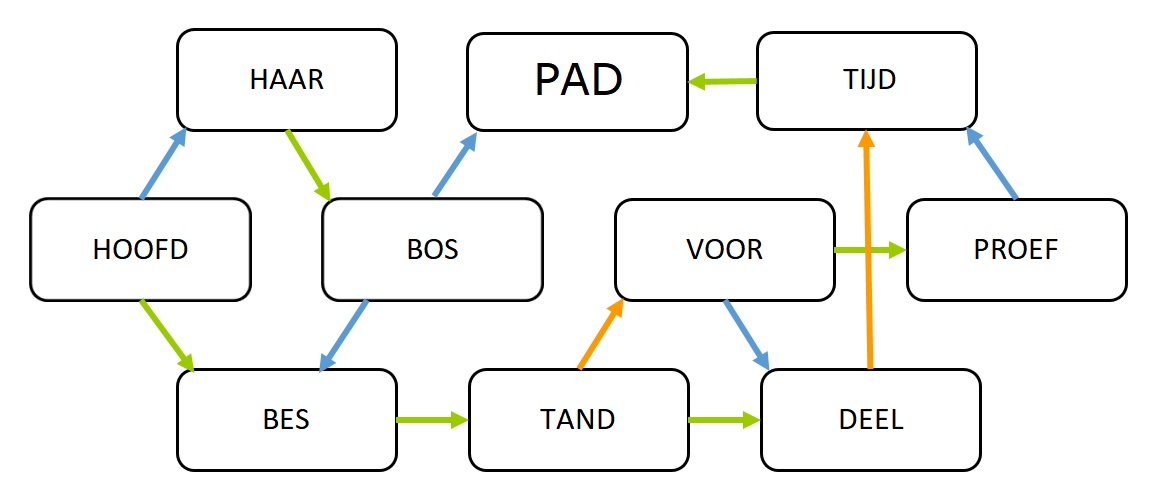
Oplossing van de voorbeeldpuzzel

Een woordvlechtpuzzel is een taalpuzzel waar woorden door elkaar moeten worden gevlochten in een veld met losse vakjes. De puzzels zijn bedacht door puzzeluitgever Jelmer Steenhuis en verschijnen al jaren in de NRC onder de naam Woordvlechten.
De gevraagde woorden vormen onderling langere woorden of woordcombinaties die in de puzzel door lijntjes met elkaar zijn verbonden. De kleur van de lijnen geeft aan van welk vak naar welk vak een langer woord loopt. 

De omschrijvingen van de gezochte woorden staan op alfabetische volgorde onder elkaar aangegeven. De langere woorden staan beschreven in een eigen kolom. 

Achter de omschrijvingen staat tussen haakjes aangegeven hoeveel letters het omschreven woord heeft. 

## Omschrijvingen bij de voorbeeldpuzzel
De omschrijvingen van de gezochte woorden staan op alfabetische volgorde hieronder. Een van de oplossingswoorden is reeds ingevuld in het voorbeeld.
Korte woorden
- pro (4)
- amfibie (3)
- baas (5)
- duur (3)
- bezittelijk voornaamwoord (4)
- onderzoek (5)
- stuk, part (4)
- oude vrouw (3)
- woud (3)
- deel van een gebit (4)

Lange woorden
- belangrijkste ingrediënt (16)
- kuif (9)
- lichaamsdeel (8)
- parttime (7)
- profijt (8)
- paarsrode vrucht (6)
- schedelbegroeiing (9)
- schema (6)
- testperiode (8)
- wandelweg (6)

Aanvulpuzzel
· anagrampuzzel
· citaatpuzzel
· cryptogram
· doorloper
· droedel
· filippine
· hartbrekerpuzzel
· kruiswoordpuzzel
· paardensprong
· paspuzzel
· pentagrampuzzel
· petpuzzel
· rebus
· scrabble
· slashpuzzel
· spiraalpuzzel
· taartpuzzel
· weefpuzzel
· woordritsen
· woordladder
· woordvlechten
· woordworm
· woordzoeker
· wordfeud
· wordle
· wurdian
· Zweedse puzzel